# Simon Hunt (cầu thủ bóng đá)
Simon Hunt (sinh ngày 17 tháng 11 năm 1962) là một cựu cầu thủ bóng đá chuyên nghiệp người Anh từng thi đấu ở Anh Quốc và Thụy Điển. Gần đây ông là giám đốc tuyển trạch quốc tế tại Ipswich Town, và trước đó là giám đốc thể thao tại West Bromwich Albion.

## Sự nghiệp

### Sự nghiệp thi đấu
Bắt đầu sự nghiệp ở Wrexham, Hunt có hơn 100 trận cho câu lạc bộ Wales. Hunt sau đó thi đấu ở Thụy Điển cho các đội bóng IF Elfsborg, IK Brage và GAIS.

### Sự nghiệp huấn luyện
Sau khi giải nghệ, Hunt dẫn dắt đội bóng Thụy Điển IK Brage và Kalmar FF, và đã tuyển trạch cho các đội bóng Anh Ipswich Town và Derby County. Sau đó ông nằm trong sự thành công của George Burley tại đội bóng Scotland Hearts, với vị trí trợ lý huấn luyện viên và giám đốc tuyển trạch. Sau đó ông theo Burley đến Southampton với cùng vai trò, nhưng câu lạc bộ và Hunt đã không còn hợp tác với nhau ở mùa giải sau đó khi Hunt trở thành giám đốc thể thao của West Bromwich Albion. Hunt trở lại tuyển trạch quốc tế tại Ipswich Town vào tháng 6 năm 2008.
Ngày 9 tháng 6 năm 2009 có thông báo rằng Hunt sẽ rời Ipswich Town. Sự ra đi của ông là một phần của biện pháp cắt giảm chi phí sau khung cảnh của câu lạc bộ Suffolk, sau sự tiếp quản của tỷ phú Marcus Evans.